# ナイトメア (バンド)
ナイトメア (NIGHTMARE) は、日本のヴィジュアル系ロックバンド。略称はメア。

## メンバー
- YOMI：（ヨミ／黄泉、1981年7月14日（43歳） - ）ボーカル担当。バングルカラーはイエロー。
- 柩：（ヒツギ、1982年3月5日（43歳） - ）
  - ギター担当、バングルカラーはレッド。
- 咲人：（サキト、1981年6月29日（44歳） - ）
  - ギター担当、バングルカラーはブラック[3]。
- Ni〜ya：（ニーヤ／新弥、1981年6月23日（44歳） - ）
  - ベース担当、バングルカラーはブルー。
- RUKA（ルカ／瑠樺、1979年6月9日（46歳） - ）
  - ドラム担当、リーダー、バングルカラーはピンク。

## 経歴
2000年（平成12年）1月1日に結成。バンド活動を通して知り合ったギターの咲人と柩が組むことになり、咲人の知り合いのベースのNi〜ya、柩の知り合いだったボーカルのYOMIが加わり、4人が中心となって結成された。ドラムは後輩が担当していた。バンド結成当時、メンバーのほとんどはまだ高校生で、最初はオリジナルではなくコピーバンドだった。その後、後輩のドラムが受験のため脱退。同年11月、所属していた別のバンドを脱退したRUKAが加入し、現行のメンバーとなる。仙台市を拠点とし、仙台MACANA、JUNK BOXを中心に活動していたが、RUKAの加入以降、東京へ進出するなど活動の場を広げ、インディーズでリリースした限定デモテープ、シングルを次々と完売させた。なお当時は現在のスタイルとは異なり、世界観を作りこむため白塗りメイクのヴィジュアル系バンドであった。
2003年（平成15年）、日本クラウンと契約。同年8月21日にシングル「-Believe-」でメジャーデビューを果たす。12月25日にはメジャー初のアルバム『Ultimate Circus』を発売。以降2006年（平成18年）まで日本クラウンに在籍し、シングル8枚、アルバム3枚、ベストアルバム1枚、DVD5枚を発表する（バップへ移籍後にも日本クラウンからベストアルバム1枚、DVD2枚が発表されている）。
2006年（平成18年）、バップへ移籍。移籍後に発売されたシングル「the WORLD/アルミナ」が、日本テレビ系アニメ「DEATH NOTE」のテーマソングに起用され、発売前には漫画「DEATH NOTE」連載元の「週刊少年ジャンプ」（集英社刊）にてRUKAのコメントが掲載された。この曲でオリコン週間チャート初登場5位と、自身初のトップ10入りを果たした。またフジテレビ系「HEY!HEY!HEY! MUSIC CHAMP」に地上波ゴールデン帯の音楽番組に自身初となる出演を果たす。

ナイトメアのロゴ

さらに2007年（平成19年）に発売されたこのシングル曲を含むアルバム『the WORLD Ruler』はオリコン週間チャートで初登場6位を記録、続くシングルで同系列放送のアニメ『CLAYMORE』のテーマソングに起用された「レゾンデートル」はオリコン週間チャートで初登場3位と初のトップ3入りとなった。同年9月23日、初の日本武道館公演を行う。
2008年（平成20年）、映画『20世紀少年』にロックバンド役で出演。岩手・宮城内陸地震被災地復興支援のためライブ会場で募金活動を行い、同年8月、日本テレビ系24時間テレビのチャリティ募金に133万4,048円を寄付、9月には募金活動で集まった200万円を宮城県に寄付した。
2009年（平成21年）も引き続きライブ会場でチャリティ募金活動を行い、ツアー最終日の8月29日、2度目の日本武道館公演が行われた。
2010年（平成22年）1月1日、ナイトメア結成10周年を迎え、ジャイアニズムシリーズを全て網羅したベストアルバム『GIANIZM』を発売。1月9日、10周年の幕開けとなるさいたまスーパーアリーナ公演を行う。8月25日に3度目となる日本武道館公演を行い、同日、バップ移籍後にリリースされたアルバム5作が欧州エリアで配信されることが決定した。10月に2枚組のベストアルバム『Historical 〜The highest NIGHTMARE〜』を発売。11月に期間限定で渋谷に「ライカエジソン・NIGHTMARE×iPRESS CAFE」がオープンした。12月には2010年（平成22年）（平成22年）3本目となる全国ツアーを成功させ、12月25日の幕張メッセ公演にて10周年を締めくくった。
2011年（平成23年）3月11日にavexへの移籍を発表。新木場STUDIO COASTでライブを行う予定だったが、同日午後に発生した東日本大震災により急遽中止となる。幸いにもメンバーの身内などに被害はなかったが、メンバーの故郷である宮城県も壊滅的な被害を受けたこともあり、震災3日後の3月14日、オフィシャルサイト上でメンバーからコメントが発表された。3月31日、中止となった新木場STUDIO COASTのライブを「Nightmare 東日本大震災支援LIVE「publish & recover!」と改めて振替公演を行い、収益の一部を「あしなが育英会」の津波遺児募金に寄付することが発表された。同年5月18日、avex移籍後第1弾シングルVERMILION.を発売。同年11月23日、avex移籍後初となるアルバム「NIGHTMARE」を発売し、12月からはアルバムに向けてのツアーを行なった。
2012年（平成24年）ツアーの最終日となる3月2日には4度目となる日本武道館公演を行った。
2016年（平成28年）4月2日、宮城・仙台PITで行われたツアー「NIGHTMARE TOUR 2016 Awakening of Clowns」初日公演で、年内を以ってバンド活動を一時休止することを発表。
2020年（令和2年）、活動再開に伴い、2月11日に横浜アリーナにて「NIGHTMARE 20th Anniversary SPECIAL LIVE ”GIANIZM 〜再悪〜”」を開催。また、同月22日から3月20日にかけてファンクラブ限定のツアー「NIGHTMARE FC LIMITED LIVE 2020」、そして29日にはキャリア初となる海外での初ワンマン公演「NIGHTMARE 20th Anniversary LIVE ”the WORLD in TAIWAN”」(台北THE WALL)の開催も決定していたが、新型コロナウイルス感染症流行の影響で公演が中止となった。その後予定されていた「FC LIMITED LIVE 2020」、「TOUR 2020」も同ウィルスの影響で中止になったが、7月17、18日には東京・新木場STUDIO COASTにて客数を制限し、4か月ぶりの有観客でのライブ「NIGHTMARE 20th Anniversary Live DARKNESS BEFORE DAWN」が開催、18日の公演はインターネットで生配信された。その後10月3日からは仙台・大阪・愛知・東京の4都市を回る有観客でのライブ「NIGHTMARE 20th Anniversary Tour [ink]arnation」が開催。10月7日には活動再開後初のシングルとなる「ink」を発売。12月4日からは東名阪を回るツアー「NIGHTMARE 20th Anniversary Last Tour」が開催。
2021年3月復活第2弾シングル「cry for the moon」リリースツアー開催。オリコン週間チャート3位（3/15付）を獲得。コロナ禍で開催が2020年断念されたNIGHTMARE　BIRTHDAY LIVE の復活、11月テレビ東京系アニメ『デュエル・マスターズ キング！』OPシングル「Sinners」をリリース。北海道から九州まで全国を駆け抜け、ツアーファイナルをLINE CUBE SHIBUYAにて行う。
2022年3月には7年ぶりのフルアルバム「NOX:LUX」をリリース、充実のアルバムを引っ提げて全国ツアーを実施。11月には30枚目となるシングル「With」をリリース＜アニメ「最後の召喚師 -The Last Summoner-」日本語吹替版オープング＞、全国ツアーをTOYO DOME CITY HALL で締める。
2023年3月シングル「FAREWELL」をリリ－ス。17箇所にわたる全国ツアーを敢行。
8月にはMUCCとのツーマンツアー「悪夢69」が東名阪で行われた。

## 概要
バンド名の由来は、英和辞書から響きが良い物を何百個も拾い、それを消去法で30個ほどに削り、その意味を全部調べ、「ヴィジュアル系バンドだし、化粧もするし綺麗なバンドにはなりたくない」という意見から、悪夢=Nightmareが良いのではということになり決定した。
メンバー全員がX JAPANやLUNA SEAから影響を受けていると公言しており、作曲は主にコンポーザーである咲人、RUKAが担当。作詞は咲人、RUKA、黄泉に加え、柩もいくつか提供している。歌詞は、社会批判的なものから悲恋歌まで幅広いが、痛みや傷、喪失感や虚無感を捉えた内容が多い。また、「わすれな草」や「M-aria」などRUKAが作詞した曲のいくつかは、彼のかつての実話が描かれている。楽曲においてはマイナーメロディの曲が多い。代表的な曲としてはジャイアニズムシリーズがあり、曲のタイトルとしてジャイアニズム痛＝ジャイアニズム2、ジャイアニズム惨＝ジャイアニズム3など数字を当てはめている。なおジャイアニズム1は＝自傷(少年テロリスト)の事であり、また4作目も欠番扱いだったが「YOMIが歌えない」という理由で正式に音源化されなかったものの、ベスト・アルバム『GIANIZM』で正式に音源化されている。
また、ファンクラブ限定ライヴやファンクラブ旅行内では、バンド内での特別セッション：カッペロ（YOMI&咲人）、M魔王withHOIZ（柩&Ni～ya&RUKA）などのユニットも組まれている。

## 作品
詳細は各作品の項目を参照。

### シングル
- インディーズ

|     | 発売日                                              | タイトル         | 備考                                                         |
| --- | --------------------------------------------------- | ---------------- | ------------------------------------------------------------ |
| 1st | 不明                                                | Vice             | ライブ会場限定販売                                           |
| 2nd | 2001年10月21日(1st press) 2001年11月11日(2nd press) | 犯行期           | 1st、2nd共に1000枚限定                                       |
| 3rd | 2002年2月21日                                       | 自由奔放天真爛漫 | 1st2000枚、2nd3000枚限定 2nd pressにのみボーナストラック収録 |

- メジャー

|                | 発売日         | タイトル             | 備考 |
| -------------- | -------------- | -------------------- | --- |
| 1st            | 2003年8月21日  | - Believe -          | オリコン週間ランキング初登場24位 |
| 2nd            | 2003年11月21日 | 茜/HATE/Over         | オリコン週間ランキング初登場25位 「Over」：テレビ東京系テレビアニメ「コロッケ!」EDテーマ                                                               |
| 3rd            | 2004年4月21日  | Varuna               | オリコン週間ランキング初登場29位 |
| 4th            | 2004年7月22日  | 東京傷年             | オリコン週間ランキング初登場21位 |
| 5th            | 2004年10月21日 | シアン               | オリコン週間ランキング初登場22位 |
| 6th            | 2005年4月1日   | 時分ノ花             | オリコン週間ランキング初登場21位 |
| 7th            | 2005年8月10日  | Яaven Loud speeeaker | オリコン週間ランキング初登場23位 |
| 8th            | 2005年12月7日  | livEVIL              | オリコン週間ランキング初登場29位 |
| 9th            | 2006年10月18日 | the WORLD/アルミナ   | DEATH NOTE OPテーマ/EDテーマ |
| 10th           | 2007年6月6日   | レゾンデートル       | CLAYMORE OPテーマ |
| ライブ会場限定 | 2007年9月28日  | Star[K]night         | ライブ「極東シンフォニー」にて限定販売 |
| 11th           | 2007年10月3日  | このは               | オリコン週間ランキング初登場4位 |
| 12th           | 2007年11月7日  | DIRTY                | 魔人探偵脳噛ネウロ OPテーマ |
| 13th           | 2008年9月17日  | Lost in Blue         | 魍魎の匣 OPテーマ |
| 14th           | 2008年12月3日  | NAKED LOVE           | 魍魎の匣 EDテーマ |
| 15th           | 2009年9月22日  | Rem_                 | オリコン週間ランキング初登場3位 |
| 16th           | 2010年6月23日  | a:FANTASIA           | オリコン週間ランキング初登場5位 |
| 17th           | 2011年5月18日  | VERMILION.           | エイベックス移籍第1弾シングル オリコン週間ランキング初登場6位                                                                                          |
| 18th           | 2011年9月7日   | SLEEPER              | ジェムケリーCMソング オリコン週間ランキング初登場7位                                                                                                   |
| 19th           | 2012年2月29日  | mimic                | オリコン週間ランキング初登場9位 |
| 20th           | 2012年11月28日 | Deus ex machina      | オリコン週間ランキング初登場11位 |
| 21st           | 2013年8月21日  | Dizzy                | オリコン週間ランキング初登場13位 |
| 22nd           | 2014年1月8日   | リライト             | オリコン週間ランキング初登場2位 |
| 23rd           | 2014年6月25日  | TABOO                | 映画『奴隷区 僕と23人の奴隷』オープニングテーマ オリコン週間ランキング初登場6位                                                                        |
| 24th           | 2015年1月7日   | blur                 | オリコン週間ランキング初登場8位 |
| 25th           | 2015年11月9日  | 落園                 | オリコン週間ランキング初登場15位 |
| 26th           | 2016年3月23日  | Awakening.           | オリコン週間ランキング初登場10位 |
| 27th           | 2020年10月7日  | ink                  | テレビ朝日系『BREAK OUT』2020年10月度オープニング・トラック 「Fear」：フジテレビ系「Tune」11月度マンスリーアーティスト オリコン週間ランキング初登場8位 |
| 28th           | 2021年3月3日   | cry for the moon     | 日本テレビ系『バズリズム02』2021年3月オープニングテーマ オリコン週間ランキング初登場3位                                                                |
| 29th           | 2021年11月17日 | Sinners              | テレビ東京系『デュエル・マスターズ キング!』オープニングテーマ オリコン週間ランキング初登場13位                                                        |
| 30th           | 2022年11月16日 | With                 | アニメ「最後の召喚師 -The Last Summoner-」オープニングテーマ オリコン週間ランキング初登場13位                                                          |
| 31st           | 2023年3月29日  | FAREWELL             | 日本テレビ系『バズリズム02』2023年4月エンディングテーマ オリコン週間ランキング初登場13位                                                               |
| 32nd           | 2023年11月8日  | Rebel                | |

### アルバム
- インディーズ

|     | 発売日         | タイトル   | 備考                                         |
| --- | -------------- | ---------- | -------------------------------------------- |
| 1st | 2002年11月22日 | アウトロー | 5000枚限定 オリコン週間ランキング初登場113位 |

- メジャー

|      | 発売日         | タイトル           | 備考                              |
| ---- | -------------- | ------------------ | --------------------------------- |
| 1st  | 2003年12月25日 | Ultimate Circus    | オリコン週間ランキング初登場115位 |
| 2nd  | 2004年12月21日 | リヴィド           | オリコン週間ランキング初登場29位  |
| 3rd  | 2006年2月26日  | anima              | オリコン週間ランキング初登場12位  |
| 4th  | 2007年2月28日  | the WORLD Ruler    | オリコン週間ランキング初登場6位   |
| 5th  | 2008年5月21日  | Killer Show        | オリコン週間ランキング初登場5位   |
| 6th  | 2009年5月13日  | majestical parade  | オリコン週間ランキング初登場3位   |
| 7th  | 2011年11月23日 | NIGHTMARE          | オリコン週間ランキング初登場10位  |
| 8th  | 2013年1月30日  | SCUMS              | オリコン週間ランキング初登場8位   |
| 9th  | 2014年3月19日  | TO BE OR NOT TO BE | オリコン週間ランキング初登場11位  |
| 10th | 2015年3月25日  | CARPE DIEM         | オリコン週間ランキング初登場7位   |
| 11th | 2022年3月16日  | NOX:LUX            | オリコン週間ランキング初登場15位  |

### ベスト・アルバム
|      | 発売日                            | タイトル                                                | 備考                                              |
| ---- | --------------------------------- | ------------------------------------------------------- | ------------------------------------------------- |
| 1st  | 2003年4月21日 2006年6月21日(再発) | ジャイアニズム〜お前の物は俺の物〜                      | 再発時には2作品がセットになったものが発売された。 |
| 2nd  | 2003年5月21日 2006年6月21日(再発) | ジャイアニズム〜俺の物は俺の物〜                        | 再発時には2作品がセットになったものが発売された。 |
| 3rd  | 2006年5月10日                     | ジャイアニズム 〜ナイトメアのくせに生意気だぞ〜         |                                                   |
| 4th  | 2008年1月30日                     | ナイトメア 2003-2005 シングル・コレクション             |                                                   |
| 5th  | 2010年1月1日                      | GIANIZM                                                 |                                                   |
| 6th  | 2010年10月20日                    | Historical 〜The highest NIGHTMARE〜                    |                                                   |
| 7th  | 2015年11月25日                    | best tracks 2011-2015 ［beást］                         | ベスト・アルバム3部作第1弾。                      |
| 8th  | 2016年1月6日                      | best tracks 2006-2010 ［vapor］                         | ベスト・アルバム3部作第2弾。                      |
| 9th  | 2016年3月23日                     | best tracks 2000-2005 ［ćlowns］                        | ベスト・アルバム3部作第3弾。                      |
| 10th | 2020年3月6日                      | 20th Anniversary NIGHTMARE PERSONAL BEST 柩 Edition     |                                                   |
| 11th | 2020年6月9日                      | 20th Anniversary NIGHTMARE PERSONAL BEST RUKA Edition   |                                                   |
| 12th | 2020年6月23日                     | 20th Anniversary NIGHTMARE PERSONAL BEST Ni〜ya Edition |                                                   |
| 13th | 2020年6月29日                     | 20th Anniversary NIGHTMARE PERSONAL BEST 咲人 Edition   |                                                   |
| 14th | 2020年7月14日                     | 20th Anniversary NIGHTMARE PERSONAL BEST YOMI Edition   |                                                   |

### ライブ・アルバム
|     | 発売日         | タイトル                                                                                                | 備考                                                              |
| --- | -------------- | --- | ----------------------------------------------------------------- |
| 1st | 2008年2月27日  | 極東シンフォニー 〜the Five Stars Night〜 @BUDOKAN                                                      | 完全予約限定盤、武道館衣装ピース付レプリカSTAFFパスランダム封入。 |
| 2nd | 2010年8月25日  | NIGHTMARE 10th anniversary special act vol.1 GIANIZM 〜天魔覆滅〜                                       | トレーディングカード封入、10周年スペシャルクーポン券付。          |
| 3rd | 2012年6月6日   | NIGHTMARE TOUR 2011-2012 Nightmarish reality TOUR FINAL ＠ NIPPONBUDOKAN                                |                                                                   |
| 4th | 2014年11月19日 | 「NIGHTMARE TOUR 2014 TO BE OR NOT TO BE：That is the Question.」TOUR FINAL @ 東京国際フォーラムホールA |                                                                   |

### 映像作品
|               | 発売日         | タイトル | 備考 | 規格        |
| ------------- | -------------- | --- | --- | ----------- |
| PV+CDシングル | 2002年6月5日   | ガイア -Zenith Side- | 限定3000枚 | VHS+CD      |
| PV+CDシングル | 2002年8月21日  | ガイア -Nadir Side- | 限定3000枚 | VHS+CD      |
| ライブ        | 2004年2月25日  | Ultimate Circus Final 03.12.12 渋谷公会堂                                                                                   | DVD版のみボーナストラック収録 | DVD VHS     |
| PV集          | 2004年12月22日 | love[CLIP]per | | DVD         |
| ライブ        | 2005年3月9日   | TOUR CPU 2004GHz 〜LIVE at NAKANO SUNPLAZA〜                                                                                | | DVD         |
| PV集          | 2005年3月9日   | love[CLIIP]per | | DVD         |
| ライブ        | 2005年12月21日 | 天下大暴走 | | DVD         |
| ライブ        | 2006年6月28日  | TOUR 【anima】lism at Zepp Tokyo -2006.03.16-                                                                               | | DVD         |
| PV集          | 2006年12月6日  | love[CLIIIP]per | | DVD         |
| ライブ        | 2007年1月1日   | TOUR 2006【ジャイアニズム痛】＠NHK HALL                                                                                     | | DVD         |
| ライブ        | 2007年9月12日  | VISION OF the WORLD RULER at 東京国際フォーラムA                                                                            | | DVD         |
| ライブ        | 2008年3月12日  | 極東シンフォニー 〜the Five Stars Night〜 @BUDOKAN                                                                          | 完全予約限定版(DVD3枚組) 通常版(DVD2枚組) | DVD         |
| ライブ        | 2008年12月17日 | TOUR 2008 Grand killer show＠東京国際フォーラム ホール                                                                      | 初回盤(DVD2枚組) 通常版(DVD1枚) | DVD         |
| PV集          | 2009年3月18日  | love[CLIP]per IV | | DVD         |
| PV集          | 2009年8月26日  | love[CLIP]per V | オリコンチャート20位 | DVD         |
| ライブ        | 2009年12月2日  | PARADE TOUR FINAL “MAJESTIC”＠日本武道館                                                                                    | | DVD         |
| ライブ        | 2010年8月25日  | NIGHTMARE 10th anniversary special act vol.1 GIANIZM 〜天魔覆滅〜                                                           | 完全予約限定盤スペシャルボックス(DVD3枚、CD2枚組) DVD ONLY(DVD2枚組) | DVD+CD DVD  |
| ライブ        | 2012年6月6日   | NIGHTMARE TOUR 2011-2012 Nightmarish reality TOUR FINAL ＠ NIPPONBUDOKAN                                                    | 初回限定盤(DVD3枚組) 通常版(DVD2枚組) | DVD         |
| ライブ        | 2013年8月21日  | NIGHTMARE TOUR 2013「beautiful SCUMS」                                                                                      | 初回限定盤(2DVD+CD)(2) 通常盤(DVD only) | DVD         |
| ライブ        | 2014年11月19日 | 「NIGHTMARE TOUR 2014 TO BE OR NOT TO BE：That is the Question.」TOUR FINAL @ 東京国際フォーラムホールA                     | 初回生産限定盤(「TO BE OR NOT TO BE」concept CD＋オリジナルフォトブック36P付き) 通常盤(DVD ONLY) | DVD         |
| ライブ        | 2015年10月28日 | NIGHTMARE 15th Anniversary Tour CARPE DIEMeme TOUR FINAL @ 豊洲PIT                                                          | 初回生産限定盤(フォトブック付) 通常盤(DVD、Blu-rayのみ) | DVD Blu-ray |
| ライブ        | 2016年6月8日   | Historical〜The highest NIGHTMARE〜in Makuhari Messe＆Fury & the Beast TOUR FINAL @YOYOGI NATIONAL STADIUM SECOND GYMNASIUM | | DVD Blu-ray |
| ライブ        | 2016年11月23日 | NIGHTMARE TOUR 2016 Awakening of Clowns 2016.06.26 TOYOSU PIT                                                               | 初回生産限定盤(スリーブケース＋36Pブックレット仕様) 通常盤(DVD、Blu-rayのみ) | DVD Blu-ray |
| PV集          | 2016年11月23日 | love[CLIP]per VI | | DVD         |
| ライブ        | 2017年3月15日  | NIGHTMARE FINAL「NOT THE END」2016.11.23 @ TOKYO METROPOLITAN GYMNASIUM                                                     | 初回生産限定盤(CD＋スリーブケース＋36Pブックレット付) 通常盤(DVD、Blu-rayのみ) | DVD Blu-ray |
| PV集          | 2017年3月15日  | love[CLIP]per VII | | DVD         |
| ライブ        | 2020年7月15日  | NIGHTMARE 20th Anniversary SPECIAL LIVE GIANIZM 〜 再悪 〜 2020.2.11@YOKOHAMA ARENA                                         | 【PLATINUM EDITION 】 <ファンクラブ限定盤>（Blu-ray＋2CD(ライブ音源) ＋CD(「ジャイアニズム：RE惡T 」)) 【PLATINUM EDITION】（Blu-Ray＋2DVD＋ダウンロードカード） 【STANDARD EDITION:Blu-ray】（Blu-ray） 【STANDARD EDITION:DVD】（2DVD） | DVD Blu-ray |
| ライブ        | 2022年7月27日  | TOUR 2022 NOX:LUX 2022.4.17 at Zepp DiverCity Tokyo                                                                         | 【限定盤】※＜ライブ会場、仙台貨物サイト、リトハ店舗限定流通＞ 仕様：マルチスリーブケース＋20Pブックレット仕様［Blu-ray BOX] 【通常盤】 [Blu-ray]                                                                                          | Blu-ray     |

### 参加オムニバス
| 発売日         | タイトル                | 参加楽曲                                 |
| -------------- | ----------------------- | ---------------------------------------- |
| 2001年12月21日 | SENDAI CITY ROCK HERO'Z | 裏・勿忘草～ノーカット～                 |
| 2002年2月      | BANDやろうぜ            | ジャイアニズム(自傷(少年テロリスト))     |
| 2002年3月14日  | Decadence 2002          | クラッシュ!ナイトメアチャンネル(FM)      |
| 2002年10月1日  | SHOCK JAM CD Edition.1  | 君といた季節 再.絵空事                   |
| 2002年10月21日 | Shock Edge 2002         | 自傷(少年テロリスト)                     |
| 2011年9月14日  | V-ROCK Disney           | Friend Like Me,The Sorcerer’s Apprentice |

### 配布・プレゼント・デモテープ/CD/DVD
|            | 配布日         | タイトル                                                               | 備考 | 収録曲 |
| ---------- | -------------- | ---------------------------------------------------------------------- | --- | --- |
| デモテープ | 2000年3月25日  | night mare                                                             | 古川つなたにて会場限定販売 | 1.サバト 2.儚き黒の屍 3.埋葬された蕾 4.GRAVE |
| デモテープ | 不明           | サバト                                                                 | | 1.サバト |
| デモテープ | 不明           | 断罪                                                                   | | 1.断罪 |
| デモテープ | 2000年12月25日 | 赤鼻のトナカイ                                                         | | 1.赤鼻のトナカイ |
| デモテープ | 不明           | 夜宴                                                                   | | 不明 |
| デモテープ | 不明           | 夜宴〜サバト〜                                                         | 会場限定1000円 | 1.夜宴 1.False(断罪と同一音源) |
| デモテープ | 2001年7月13日  | 題名無し(20010713)                                                     | 仙台MACANA配布 | 1.VICE |
| デモテープ | 2001年8月15日  | 懺悔                                                                   | | 1.自虐に咲く花 2.マリアの墓(「36.7℃」原曲) 3.クラッシュ！ナイトメアチャンネル                                                                            |
| CD         | 2002年11月17日 | 5+1＝?                                                                 | 新宿リキッドルーム配布 Vo.として江頭2:50が参加 | 1.5+1=?(「ジャイアニズム死」原曲) |
| CD         | 不明           | さばと                                                                 | 東京限定配布 | 1.夜宴-サバト- |
| DVD        | 不明           | ジャイアニズム痛〜生涯皆殺し〜LIVE＠NHK HALL                           | DVD『TOUR 2006 【ジャイアニズム痛】 @NHK HALL』購入者を対象とした応募企画で3000名にプレゼントされたもの                                                                               | 1.ジャイアニズム痛〜生涯皆殺し〜 |
| DVD        | 不明           | hard day's parade                                                      | アルバム『majestical parade』購入者を対象とした応募企画で300名にプレゼントされたもの                                                                                                  | 1.Can you do it? 2.ジャイアニズム究 3.MELODY 4.NAKED LOVE 5.Cynical Re:actor 6.DIRTY 7.ジャイアニズム罰                                                  |
| DVD        | 2012年3月2日   | NIGHTMARE TOUR 2011-2012 Nightmarish reality 2011.12.2 @ SENDAI MACANA | 3月2日の武道館公演に「武道館公演のチケット」「DMハガキ」「会員証」を持参するとプレゼントされたもの                                                                                    | 1.eleven 2.swallowtail 3.Can you do it? 4.Dazzle 5.惰性ブギー 6.零 -beyond the G.- 7.ジャイアニズム天 8.VERMILLION. 9.夜宴〜サバト〜 10.Vice 11.the FOOL |
| CD         | 2020年10月     | DARKNESS BEFORE DAWN                                                   | 2020年に予定されていた「FC LIMITED LIVE 2020」「BIRTHDAY LIVE 2020」「TOUR 2020」のライブで、中止となった公演のチケットの払い戻しを希望しなかった人へ返礼品としてプレゼントされたCD。 | 1.DARKNESS BEFORE DAWN |

## タイアップ一覧
| 使用年 | 曲名                  | タイアップ                                                                             |
| ------ | --------------------- | -------------------------------------------------------------------------------------- |
| 2003年 | Over                  | テレビ東京系アニメ『コロッケ!』エンディングテーマ                                      |
| 2005年 | 時分ノ花              | NHK BS2『週刊なびTV』エンディングテーマ                                                |
| 2006年 | the WORLD             | 日本テレビ系アニメ『DEATH NOTE』オープニングテーマ（第1話 - 第19話）                   |
| 2006年 | アルミナ              | 日本テレビ系アニメ『DEATH NOTE』エンディングテーマ（第1話 - 第19話、SP『幻視する神』） |
| 2007年 | Criminal baby         | 中京テレビ『PS』エンディングテーマ                                                     |
| 2007年 | レゾンデートル        | 日本テレビ系アニメ『CLAYMORE』オープニングテーマ                                       |
| 2007年 | レゾンデートル        | 中京テレビ『PS』2007年6月度エンディングテーマ                                          |
| 2007年 | このは                | 日本テレビ系『音楽戦士 MUSIC FIGHTER』2007年10月度エンディングテーマ                   |
| 2007年 | DIRTY                 | 日本テレビ系アニメ『魔人探偵脳噛ネウロ』オープニングテーマ                             |
| 2008年 | the LAST SHOW         | メ〜テレ『さまぁ〜ず げりらっパ』エンディングテーマ                                    |
| 2008年 | the LAST SHOW         | テレビ埼玉『ROCK WAVE』エンディングテーマ                                              |
| 2008年 | 邂逅カタルシス        | 日本テレビ系『フライデーTVラボ』2008年9月度エンディングテーマ                          |
| 2008年 | Lost in Blue          | 日本テレビ系アニメ『魍魎の匣』オープニングテーマ                                       |
| 2008年 | NAKED LOVE            | 日本テレビ系アニメ『魍魎の匣』エンディングテーマ                                       |
| 2009年 | Rem_                  | 中京テレビ・日本テレビ系『フットンダ』10月度エンディングテーマ                         |
| 2011年 | VERMILION.            | テレビ東京系『Vの流儀』2011年5月度オープニングテーマ                                   |
| 2011年 | VERMILION.            | BeeTV『和田アキ子最強バトル!2』5月度エンディングテーマ                                 |
| 2011年 | SLEEPER               | ジェムケリーCMソング                                                                   |
| 2011年 | Star Spangled Breaker | テレビ朝日系『ストリートファイターズ』9月度エンディング・セレクション                  |
| 2011年 | RAY OF LIGHT          | 毎日放送『ロケみつ〜ロケ×ロケ×ロケ〜』11月度エンディングテーマ                         |
| 2011年 | RAY OF LIGHT          | テレビ東京系『Vの流儀』2011年12月度オープニングテーマ                                  |
| 2012年 | mimic                 | テレビ朝日系『Break Out』2月度オープニング・トラック                                   |
| 2014年 | リライト              | テレビ朝日系『Break Out』1月度オープニング・トラック                                   |
| 2014年 | TABOO                 | ティ・ジョイ配給映画『奴隷区 僕と23人の奴隷』オープニングテーマ                        |
| 2014年 | ドラスティカ          | ティ・ジョイ配給映画『奴隷区 僕と23人の奴隷』エンディングテーマ                        |
| 2016年 | Awakening.            | TBS系『アッコにおまかせ!』3月度エンディングテーマ                                      |
| 2020年 | ink                   | テレビ朝日系『Break Out』10月度オープニング・トラック                                  |
| 2021年 | cry for the moon      | 日本テレビ系『バズリズム02』3月オープニングテーマ                                      |
| 2021年 | Sinners               | テレビ東京系アニメ『デュエル・マスターズ キング』オープニングテーマ（第71話 - 第90話） |
| 2023年 | With                  | 配信アニメ『最後の召喚師 -The Last Summoner-』日本語版オープニングテーマ               |
| 2023年 | FAREWELL              | 日本テレビ系『バズリズム02』4月エンディングテーマ                                      |

## ヘビーローテーション/パワープレイ

### テレビ
| 放送年 | 曲名       | ヘビーローテーション/パワープレイ                       |
| ------ | ---------- | ------------------------------------------------------- |
| 2010年 | a:FANTASIA | 日本テレビ系『ハッピーMusic』6月度POWER PLAY            |
| 2011年 | VERMILION. | テレビ朝日系『FutureTracks→R』5月度レコメンド・トラック |
| 2020年 | Fear       | フジテレビ系『Tune』11月度マンスリーアーティスト曲      |

## ライヴ・イベント
- 2002年 お前の物は俺の物、俺の物も俺の物
- 2002年 生きるか死ぬか!?俺とお前のランデブー
- 2002年 カップリング東名版 TOUR 2002「sacred decide」
- 2002年 OI ONE SHINJUKU KERA SHOP ARENA EVENT
- 2002年 -子孫繁栄-
- 2002年 -異文化コミュニケーション-
- 2002年 -大成功 異文化コミュニケーション-
- 2002年 5+1=?
- 2003年 BATTLE TOUR 2003
- 2003年 BATTLE AX
- 2003年 TOUR「ジャイニズム」〜お前のナニは俺のナニ?〜
- 2003年 stylish wave's03 夏の陣
- 2003年 SPEED DISK PS COMPANY TOUR 2003
- 2003年 サマーツアー2003"〜鳴カヌナラ 殺シテシマエ ホトトギス〜"
- 2003年 Tour "Ultimate Circus"
- 2004年 天下迷走〜我等、馬車馬ノ如ク〜
- 2004年 TOUR CPU 2004GHz
- 2004年 BEAT SHUFFLE LIVE SIDE 2004
- 2005年 赤い夜
- 2005年 黒い夜
- 2005年 〜真冬の屋内〜
- 2005年 stylish wave'05 「Mousa 誕生」
- 2005年 誤連乃夜叉〜at the sacrifice of all〜
- 2005年 天下大暴走〜我等、馬鹿ノ如ク〜
- 2005年 跡見学園女子大学 2005年紫際
- 2005年 極東 暴れ納め〜ナイトメア2005ラストツアー〜
- 2005年 BEAT SHUFFLE LIVE SIDE 2005〜7th Anniversary〜
- 2006年 Tour2006[anima]lism
- 2006年 2006TOUR 「ジャイアニズム痛」
- 2006年 to the shining WORLD
- 2006年 BEAT SHUFFLE LIVE SIDE 2006〜8th Anniversary〜
- 2007年 TOUR2007　the World RULER
- 2007年 TOUR 2007『the WORLD RULER』"encore."
- 2007年 BUDOKAN SPECIAL LIVE 2007 極東シンフォニー 〜the Five Stars Night〜
- 2007年 Tour 2007 'st.DIRTY influence'
- 2008年 ZEPP TOUR「six point killer show」
- 2008年 LIVE HOUSE TOUR 2008-Killer Show
- 2008年 TOUR 2008 Grand killer show
- 2008年 2008 killer show final NIGHT FUCKER [11]
- 2009年 2009 the 9th new departure
- 2009年 LIVE HOUSE TOUR 2009 PARADE OF NINE [12]
- 2009年 TOUR 2009　PARADE〜Start of [X]pest eve〜 [12]
- 2009年 NIGHTMARE PARADE TOUR FINAL "MAJESTIC" [12]
- 2009年 NIGHTMARE 10th anniversary special act vol.0 -BIRTHDAY-
- 2010年 NIGHTMARE 10th anniversary special act vol.1 GIANIZM 〜天魔覆滅〜
- 2010年 Request of "GIANIZM" the Tour [13]
- 2010年 NIGHTMARE 10th ANNIVERSARY SPECIAL ACT VOL.2 re:START of TELL[ALL]ISM [14]
- 2010年 NIGHTMARE 10th ANNIVERSARY SPECIAL ACT VOL.3 Historical 〜The highest NIGHTMARE〜 [14]
- 2010年 NIGHTMARE 10th ANNIVERSARY SPECIAL ACT FINAL Historical 〜The highest NIGHTMARE〜in Makuhari Messe [7]
- 2011年 FCライブ
- 2011年 Nightmare unexpected LIVE 「publish!」
- 2011年 NIGHTMARE Tour 2011 the time rewind to ZERO [18]
- 2011年 氣志團 Presents 極東ロックンロｰル･ハイスクール 〜ジャイアン vs ブタゴリラ〜 [44]
- 2011年 NIGHTMARE Tour 2011 ZEPPELIN.
- 2011年 little HEARTS. 3rd Anniversary「MY little HEARTS. Special Edition Vol.3」[45]
- 2011年 NIGHTMARE TOUR 2011-2012 Nightmarish reality [46]
- 2012年 NIGHTMARE TOUR 2011-2012 Nightmarish reality
- 2012年 NIGHTMARE TOUR 2011-2012 Nightmarish reality TOUR FINAL 日本武道館[19]
- 2012年 NIGHTMARE　 Tour 2012 To Mimic The Past
- 2012年 ナイトメア vs バロック「NATURAL BORN ERRORS」[47]
- 2012年 NIGHTMARE FC LIVE 2012「天下逆走」
- 2012年 little HEARTS. 4th Anniversary 「MY little HEARTS. Special Edition Vol.4」
- 2012年 NIGHTMARE TOUR 2012 FINAL「Deus ex machina」
- 2012年 ニッポン放送 ミューコミ＋プレゼンツ「アニメ紅白歌合戦 VOL.2」
- 2013年 NIGHTMARE TOUR 2013「beautiful SCUMS」
- 2013年 NIGHTMARE TOUR 2013「beautiful SCUMS」追加公演
- 2013年 PES(PeaceEcoSmile) NEXT GENERATION LIVE! TOYOTA×STUDIO4℃ meets ANA
- 2013年 Japan Expo（フランス）
- 2013年 little HEARTS. 5th Anniversary 「MY little HEARTS. Special Edition Vol.5」
- 2013年 NIGHTMARE WINTER TOUR 2013 Dizzy is not Zozzy!
- 2014年 NIGHTMARE FC LIMTED LIVE 2014
- 2014年 NIGHTMARE TOUR 2014「TO BE OR NOT TO BE:That is the Question.」
- 2014年 氣志團 Presents 極東ロックンロｰル･ハイスクール 第弐章 NIGHTMARE vs 氣志團 〜ジャイアン vs ブタゴリラ BEYOND〜 [48]
- 2014年 little HEARTS. 6th Anniversary「MY little HEARTS. Special Edition Vol.6」
- 2014年「聖夜狂想祭-Halloween Party-」（中国・上海）
- 2014年 NIGHTMARE TOUR 2014 NAMELESS
- 2015年 NIGHTMARE FC Limited Live 2015
- 2015年 NIGHTMARE 15th Anniversary Tour「CARPE DIEMeme」
- 2015年 NIGHTMARE 15th Anniversary Tour 東北へ愛をこめて
- 2015年 HALLOWEEN PARTY 2015
- 2015年 Foll of Eden
- 2015年 little HEARTS. 7th Anniversary MY little HEARTS. Special Edition Vol.7
- 2015年 NIGHTMARE 15th Anniversary Tour Fury & the Beást
- 2015年 FINAL 2015

## テレビ・ラジオ
- jack in the box!
- ナイトメアのFM ROCK KIDS
- 馬鹿の魂 百までも
2005年秋の日比谷野音ライヴから2006年初めにかけて取材したドキュメンタリー特番。テレビ北海道、IBC岩手放送、仙台放送、新潟放送、テレビ埼玉、テレビ神奈川、中部日本放送、テレビ金沢、サンテレビジョン、テレビせとうち、広島テレビ放送、RKB毎日放送で放送された。後にDVD『love [CLIIIP]per』にボーナス映像として収録されている。
- 咲人は自身が主題歌を担当したアニメ「魔人探偵脳噛ネウロ」で街の通行人役を演じていた。
- Welcome to killer show
2008年5月18日21:00 - 21:30、サンテレビジョンで放送された。メジャーデビュー、武道館公演、アルバム『Killer Show』について5人のインタビューが収録された番組。発売前の『Killer Show』収録曲の断片を聞くことができた。
- ハイパーナイトメア（2008年11月 - 2009年12月）
CBCラジオの深夜番組「ハイパーナイト」枠で特別番組として数回放送されて、好評だったことから2008年11月より土曜22:00 - 22:30枠のレギュラー番組に昇格。2009年4月改編で「ハイパーナイト」月曜に枠移動する。
- ナイトウェアでナイトメア
ニコニコ生放送にて月一で放送されていた。
- 爆烈！ナイトメア
ニコニコ生放送にて月一で放送。YOMI、柩がMCを担当。
- TVCM
2011/08〜ジェエリーブランドのジェムケリーのTVCM出演が決定。

## 映画
- 20世紀少年 第1章（2008年） - ロックバンド 役